# Villeneuve-la-Comptal
Villeneuve-la-Comptal é uma comuna francesa na região administrativa de Occitânia, no departamento de Aude. Estende-se por uma área de 15,10 km². Em 2010 a comuna tinha 1 373 habitantes (densidade: 90,9 hab./km²).